# Campionati mondiali di short track 2010
I Campionati mondiali di short track 2010 sono stati la 35ª edizione della competizione organizzata dalla International Skating Union. Si sono svolti dal 19 al 21 marzo 2010 a Sofia, in Bulgaria.

## Partecipanti per nazione
La lista dei partecipanti era composta da 143 atleti da 34 distinte nazioni, di cui 67 uomini e 76 donne.
| Nazione (Donne/Uomini)                                                                                               | Nazione (Donne/Uomini)                                                                                   | Nazione (Donne/Uomini)                                                                                          | Nazione (Donne/Uomini)                                                                                  | Nazione (Donne/Uomini)                                                                         | Nazione (Donne/Uomini) |
| --- | --- | --- | --- | ---------------------------------------------------------------------------------------------- | ---------------------- |
| Australia (1/0) Belgio (0/1) Bosnia ed Erzegovina (0/1) Bulgaria (5/5) Cina (5/5) Taipei cinese (1/1) Germania (2/5) | Francia (2/2) Gran Bretagna (2/5) Hong Kong (0/1) Israele (0/2) Italia (5/5) Giappone (5/3) Canada (5/5) | Kazakistan (2/2) Lettonia (0/2) Nuova Zelanda (0/2) Paesi Bassi (5/2) Austria (1/2) Polonia (2/2) Romania (1/0) | Russia (2/2) Svezia (1/0) Serbia (1/0) Slovacchia (0/1) Slovenia (1/0) Spagna (1/1) Corea del Sud (5/5) | Rep. Ceca (1/1) Turchia (0/2) Ucraina (2/2) Ungheria (2/2) Stati Uniti (5/5) Bielorussia (2/2) |                        |

## Podi

### Donne
| Evento                    | Oro                                                               | Tempo        | Argento                                                             | Tempo        | Bronzo                                                                   | Tempo        |
| Classifica Generale*      | Park Seung-hi Corea del Sud                                       | 73 punti     | Wang Meng Cina                                                      | 68 punti     | Cho Ha-ri Corea del Sud                                                  | 55 punti     |
| 500 m dettagli            | Wang Meng Cina                                                    | 43.619       | Kalyna Roberge Canada                                               | 43.679       | Marianne St-Gelais Canada                                                | 43.747       |
| 1000 m dettagli           | Wang Meng Cina                                                    | 1:30.572     | Cho Ha-ri Corea del Sud                                             | 1:30.643     | Katherine Reutter Stati Uniti                                            | 1:31.747     |
| 1500 m dettagli           | Park Seung-hi Corea del Sud                                       | 2:21.570     | Lee Eun-byeol Corea del Sud                                         | 2:21.665     | Cho Ha-ri Corea del Sud                                                  | 2:21.821     |
| 3000 m dettagli           | Park Seung-hi Corea del Sud                                       | 5:04.070     | Cho Ha-ri Corea del Sud                                             | 5:04.188     | Lee Eun-byeol Corea del Sud                                              | 5:04.262     |
| Staffetta 3000 m dettagli | Corea del Sud Kim Min-jeong Cho Ha-ri Lee Eun-byeol Park Seung-hi | 4:08,356 min | Canada Tania Vicent Kalyna Roberge Jessica Gregg Marianne St-Gelais | 4:09,310 min | Stati Uniti Katherine Reutter Alyson Dudek Kimberly Derrick Lana Gehring | 4:14,231 min |

### Uomini
| Evento                | Oro                                                             | Tempo        | Argento                                                       | Tempo        | Bronzo                                                            | Tempo        |
| Classifica Generale*  | Lee Ho-suk Corea del Sud                                        | 86 punti     | Kwak Yoon-gy Corea del Sud                                    | 76 punti     | Liang Wenhao Cina                                                 | 47 punti     |
| 500 m dettagli        | Liang Wenhao Cina                                               | 41.383       | François Hamelin Canada                                       | 41.456       | François-Louis Tremblay Canada                                    | 41.526       |
| 1000 m dettagli       | Lee Ho-suk Corea del Sud                                        | 1:34.198     | Kwak Yoon-gy Corea del Sud                                    | 1:34.231     | J. R. Celski Stati Uniti                                          | 1:34.290     |
| 1500 m dettagli       | Kwak Yoon-gy Corea del Sud                                      | 2:24.316     | Sung Si-bak Corea del Sud                                     | 2:24.373     | Lee Ho-suk Corea del Sud                                          | 2:24.459     |
| 3000 m dettagli       | Lee Ho-suk Corea del Sud                                        | ND           | Kwak Yoon-gy Corea del Sud                                    | ND           | J. R. Celski Stati Uniti                                          | ND           |
| 5000 m relay dettagli | Corea del Sud Kim Seoung-il Lee Jung-su Kwak Yoon-gy Lee Ho-suk | 6:44,821 min | Stati Uniti John Celski Simon Cho Travis Jayner Jordan Malone | 6:47,331 min | Germania Tyson Heung Paul Herrmann Robert Seifert Sebastian Praus | 6:48,288 min |

## Medagliere
| Pos.   | Paese         | Oro | Argento | Bronzo | Totale |
| ------ | ------------- | --- | ------- | ------ | ------ |
| 1      | Corea del Sud | 9   | 7       | 4      | 20     |
| 2      | Cina          | 3   | 1       | 1      | 5      |
| 3      | Canada        | –   | 3       | 2      | 5      |
| 4      | Stati Uniti   | –   | 1       | 4      | 5      |
| 5      | Germania      | –   | –       | 1      | 1      |
| Totale | Totale        | 12  | 12      | 12     | 36     |